# 小行星7033
小行星7033（英語：7033）是一颗围绕太阳公转的小行星。1994年11月28日，上田清二、金田宏在钏路市发现了此天体。
这颗小行星的绝对星等为352.742838017367等。